# Pardosa nigra
Pardosa nigra este o specie de păianjeni din genul Pardosa, familia Lycosidae. A fost descrisă pentru prima dată de C. L. Koch, 1834. Conform Catalogue of Life specia Pardosa nigra nu are subspecii cunoscute.